# アレハンドラ・アンドレウ
アレハンドラ・アンドレウ（Alejandra Andreu、1990年2月25日- ）は、スペインのモデル、2008年ミス・インターナショナル優勝者。
彼女は2008年のミス・エスパーニャ（ミス・ワールドスペイン代表選考会）でサラゴサ代表として出場、第3位を獲得した。そして、11月マカオの金光綜藝館で行われたミス・インターナショナル2008世界大会で優勝し、ミス・フォトジェニック賞もダブル受賞した。スペイン勢の優勝は1990年以来18年ぶりである。
| 先代 プリシラ・ペラレス | ミス・インターナショナル 2008 | 次代 アナガブリエラ・エスピノサ |